# Tasajeras Llicsa
Tasajeras Llicsa es un caserío peruano ubicado en el distrito de Sapillica, perteneciente a la provincia de Ayabaca del departamento de Piura, al norte del Perú. 

## Ubicación
Tasajeras Llicsa se ubica al oeste de la provincia de Ayabaca, en el distrito de Sapillica, en el departamento de Piura.

## Demografía
En 2017 Tasajeras Llicsa tenía una población de 84 habitantes.